# Boykinia aconitifolia
Espèce
Boykinia aconitifolia est une espèce de plantes de la famille des Saxifragacées originaire d'Amérique du Nord.